# 15395 Rükl
15395 Rükl là một tiểu hành tinh vành đai chính với chu kỳ quỹ đạo là 2036.2580636 ngày (5.57 năm).
Nó được phát hiện ngày 21 tháng 10 năm 1997.